# Mistrzostwa Europy w Wioślarstwie 1900
8. Mistrzostwa Europy w Wioślarstwie odbyły się w dniach 1–10 września 1900 r. we francuskim Paryżu. Zawodnicy rywalizowali w 5 konkurencjach wioślarskich na przepływającej przez miasto rzece Sekwanie. 

## Medaliści
| Konkurencja                 | Złoto | Srebro | Brąz                                                             | Źródło      |
| --------------------------- | --- | --- | ---------------------------------------------------------------- | ----------- |
| M1x (jedynka)               | Louis Prével | Edmond Delaet                                                                                             | Luigi Gerli                                                      | [ 1 ] [ 2 ] |
| M2x (dwójka podwójna)       | Francja Carlos Deltour · Antoine Védrenne | Belgia Prosper Bruggeman · Charles Boone                                                                  | Cesarstwo Niemieckie · (Alzacja-Lotaryngia)                      | [ 3 ] [ 2 ] |
| M2+ (dwójka ze sternikiem)  | Francja Lucien Martinet · René Waleff | Belgia Marcel van Crombrugge · Oscar Dessomville · Alfred van Landeghem (sternik)                         | Włochy Paolo Diana · Giuseppe Nacci · Clementino Sbisà (sternik) | [ 4 ] [ 2 ] |
| M4+ (czwórka ze sternikiem) | Belgia Marcel van Crombrugge · Maurice Hemelsoet · Prosper Bruggeman · Oscar Dessomville · Alfred van Landeghem (sternik)                                                                       | Włochy Paolo Diana · Giuseppe Nacci · Gaetano Caccavallo · Vittorio Narducci · Clementino Sbisà (sternik) | –                                                                | [ 5 ]       |
| M8+ (ósemka)                | Belgia Marcel van Crombrugge · Maurice Hemelsoet · Oscar de Cock · Maurice Verdonck · Prosper Bruggeman · Oscar Dessomville · Frank Odberg · Jules de Bisschop · Alfred van Landeghem (sternik) | Francja                                                                                                   | –                                                                | [ 6 ]       |

## Klasyfikacja medalowa
| Miejsce | Reprezentacja                             | Złoto | Srebro | Brąz | Razem |
| ------- | ----------------------------------------- | ----- | ------ | ---- | ----- |
| 1.      | Francja                                   | 3     | 1      | 0    | 4     |
| 2.      | Belgia                                    | 2     | 3      | 0    | 5     |
| 3.      | Włochy                                    | 0     | 1      | 2    | 3     |
| 4.      | Cesarstwo Niemieckie (Alzacja-Lotaryngia) | 0     | 0      | 1    | 1     |
| Razem   | Razem                                     | 5     | 5      | 3    | 13    |